# شهرستان آنتون
شهرداری آنتون (به بلغاری: Anton Municipality) یک شهرداری در بلغارستان است که در استان صوفیه واقع شده‌است.